# Amyema plicatula
Amyema plicatula är en tvåhjärtbladig växtart som beskrevs av Danser. Amyema plicatula ingår i släktet Amyema och familjen Loranthaceae. Inga underarter finns listade i Catalogue of Life.